# Кадошкіно
Кадо́шкіно (рос. Кадошкино, ерз. Кадонь) — селище міського типу, центр Кадошкінського району Мордовії, Росія. Адміністративний центр Кадошкінського міського поселення.
Населення — 4704 особи (2010; 4874 у 2002).
Північно-західна частина селища в минулому була окремим населеним пунктом — Старокорсаковський Майдан.